# Jean-Michel Condette
Jean-Michel Condette (né le 29 mars 1957 à Ardres,) est un coureur cycliste français, actif dans les années 1970 et 1980.

## Biographie
Ancien cycliste amateur de bon niveau, Jean-Michel Condette a couru à l'UCFA Coop, à l'EC Calais et au VC Roubaix-La Redoute-Motobécane. Il a notamment remporté une étape de la Route de France en 1981 et le Tour de Martinique en 1982. 
Il a également été sélectionné en équipe de France, notamment pour le Tour de l'Avenir en 1981.

## Palmarès
- 1980
  - 3eb étape du Tour de l'Yonne
- 1981
  - 5e étape de la Route de France
  - 2e du Circuit du Pévèle
- 1982
  - Tour de Martinique :
    - Classement général
    - 1re, 2eb, 4e, 6e, 7e et 9e étapes